# Conservadurismo liberal
El conservadurismo liberal es una ideología política que combina políticas conservadoras con posturas liberales, especialmente sobre cuestiones éticas y sociales, o una marca de conservadurismo político fuertemente influida por el liberalismo.
El conservadurismo liberal incorpora la visión liberal clásica de la mínima intervención del gobierno en la economía, según la cual los individuos deberían ser libres de participar en el mercado y generar riqueza sin interferencia del gobierno. Sin embargo, no se puede depender completamente de las personas para actuar responsablemente en otras esferas de la vida, por lo tanto, los conservadores liberales creen que es necesario un Estado fuerte para garantizar la ley y el orden y se necesitan instituciones sociales para alimentar el sentido del deber y la responsabilidad con la nación. Es una posición política que también respalda las libertades civiles junto con algunas posiciones conservadoras sociales y generalmente se la considera como una ideología de Derecha política. En Europa Occidental, especialmente en el Norte de Europa, el conservadurismo liberal es la forma dominante del conservadurismo contemporáneo y también ha adoptado algunas posiciones socialmente liberales.

## Descripción general, definiciones y uso
Dado que tanto el "conservadurismo" como el "liberalismo" han tenido diferentes significados a lo largo del tiempo y en todos los países, el término "conservadurismo liberal" se ha utilizado de maneras bastante diferentes. Por lo general, contrasta con el conservadurismo aristocrático, que rechaza el principio de la igualdad como algo en discordancia con la naturaleza humana y enfatiza en cambio la idea de la desigualdad natural. Como los conservadores en los países democráticos han adoptado instituciones liberales típicas como el estado de derecho, la propiedad privada, la economía de mercado y el gobierno constitucional representativo, el elemento liberal del conservadurismo liberal se hizo consensuado entre los conservadores. En algunos países (por ejemplo, el Reino Unido y los Estados Unidos), el término "conservadurismo liberal" llegó a entenderse simplemente como "conservadurismo" en la cultura popular, lo que provocó que algunos conservadores adoptaran valores liberales más fuertemente clásicos para llamarse a sí mismos "libertarios".
Sin embargo, la tradición liberal conservadora en los Estados Unidos a menudo combina el individualismo económico de los liberales clásicos con una forma conservadora de Burke que enfatiza las desigualdades naturales entre los hombres, la irracionalidad del comportamiento humano como base del impulso humano por el orden y la estabilidad, y por último, el rechazo de los derechos naturales como base del gobierno. Sin embargo, desde una perspectiva diferente, el conservadurismo estadounidense (un "híbrido de conservadurismo y liberalismo clásico") ha exaltado tres principios del conservadurismo burkeano: la desconfianza hacia el poder del estado, la preferencia de la libertad sobre la igualdad y el patriotismo, al tiempo que rechaza el tres principios restantes, a saber, lealtad a las instituciones y jerarquías tradicionales, escepticismo con respecto al progreso y el elitismo. En consecuencia, en los Estados Unidos, el término "conservadurismo liberal" no se utiliza y el liberalismo moderno estadounidense resulta ser bastante diferente de la marca europea. Lo contrario es cierto en América Latina, donde el conservadurismo económicamente liberal a menudo se etiqueta bajo la rúbrica del neoliberalismo, tanto en la cultura popular como en el discurso académico.
Por su parte, al abrazar los principios liberales y de libre mercado, los conservadores liberales europeos son claramente distinguibles de aquellos conservadores que han adoptado puntos de vista conservadores nacionales, posturas socialmente más conservadoras y/o populismo absoluto, y mucho menos una postura populista de derecha. En gran parte del centro y el noroeste de Europa, especialmente en los países germánicos y tradicionalmente protestantes, persiste una división entre los conservadores (incluidos los demócratas cristianos) y los liberales. Por el contrario, en aquellos países donde los movimientos conservadores liberales han ingresado más recientemente a la corriente política principal, como Italia y España, los términos "liberal" y "conservador" pueden entenderse como sinónimos. A menudo esto implica hacer hincapié en la economía de libre mercado y la creencia en la responsabilidad individual junto con la defensa de los derechos civiles y el apoyo a un estado de bienestar limitado. Comparado con la política tradicional de centroderecha, como las propuestas por los demócratas cristianos, el conservadurismo liberal es menos tradicionalista y más derechista libertario económicamente, lo que favorece los bajos impuestos y la mínima intervención estatal en la economía. En el discurso europeo moderno, el "conservadurismo liberal" por lo general abarca perspectivas políticas de centroderecha que rechazan, al menos en cierta medida, el conservadurismo social. Esta posición también está asociada con el apoyo a formas moderadas de red de seguridad social y ambientalismo. En este sentido, el "conservadurismo liberal" ha sido apoyado, por ejemplo, por los partidos conservadores nórdicos (el Partido Moderado en Suecia, el Partido Conservador en Noruega y el Partido de la Coalición Nacional en Finlandia), que han visto a los partidos populistas de derecha emerger a su derecha y no comprenden a los demócratas cristianos que forman partidos separados y el Partido Conservador Británico bajo David Cameron, quien en una entrevista poco después de asumir el cargo de Primer Ministro en 2010 dijo que siempre había descrito él mismo como un "conservador liberal". En su primer discurso en una conferencia del Partido Conservador en 2006, Cameron definió esto como creer en la libertad individual y los derechos humanos, pero se muestra escéptico respecto de los "grandes planes para rehacer el mundo".

## Conservadurismo clásico y liberalismo económico

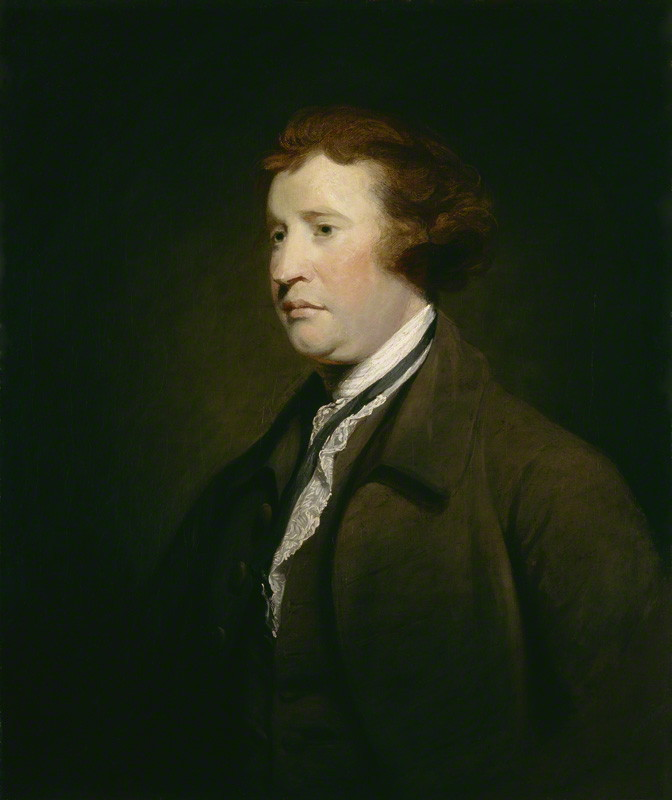
Edmund Burke

Históricamente, en los siglos XVIII y XIX el "conservadurismo" comprendía un conjunto de principios basados en la preocupación por la tradición establecida, el respeto por la autoridad y los valores religiosos. Esta forma de conservadurismo tradicionalista o clásico a menudo se considera ejemplificada por los escritos de Joseph de Maistre en la era posterior a la Ilustración. El "liberalismo" contemporáneo, ahora llamado liberalismo clásico, defendía tanto la libertad política de los individuos como el libre mercado en la esfera económica. Ideas de este tipo fueron promulgadas por John Locke, Montesquieu, Adam Smith, Jeremy Bentham y John Stuart Mill, quienes son recordados respectivamente como los padres del liberalismo clásico, la Separación de la Iglesia y el Estado, el liberalismo económico, el utilitarismo y el liberalismo social.

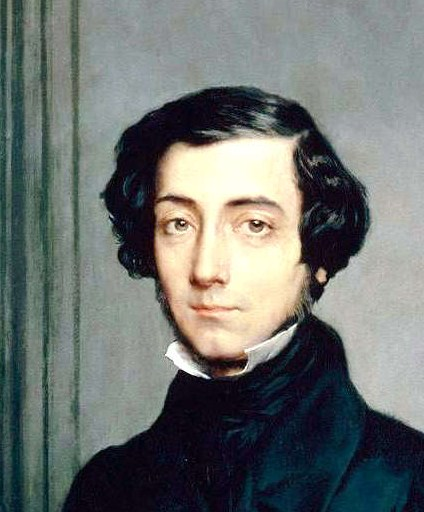
Alexis de Tocqueville

Según el académico Andrew Vincent, la máxima del conservadurismo liberal es "la economía es más importante que la política". Otros enfatizan la apertura del cambio histórico y una sospecha de mayorías tiránicas detrás del elogio de las libertades individuales y las virtudes tradicionales, por autores como Edmund Burke y Alexis de Tocqueville, como la base del conservadurismo liberal actual, como se ve tanto en los trabajos de Raymond Aron, como de Michael Oakeshott, y la perspectiva ideológica de los partidos de centroderecha. Sin embargo, existe un acuerdo general de que los conservadores originales liberales fueron los que combinaron las actitudes sociales conservadoras con una perspectiva económicamente liberal, adaptando una comprensión aristocrática previa de las desigualdades naturales entre los hombres al dominio de la meritocracia, sin criticar directamente los privilegios de nacimiento, siempre y cuando las libertades estaban garantizadas. Con el tiempo, la mayoría de los conservadores en el mundo occidental adoptaron ideas económicas de libre mercado a medida que avanzaba la Revolución Industrial y la aristocracia perdió su poder, en la medida en que tales ideas ahora se consideran generalmente como parte del conservadurismo. No obstante, en la mayoría de los países, el término "liberal" se utiliza para describir a aquellos con visión económica de libre mercado. Este es el caso, por ejemplo, en Europa continental, Australia y América Latina.

## Partidos conservadores liberales o partidos con facciones liberal conservadoras

### Partidos actuales
| - Albania: Partido Democrático de Albania - Argentina: Propuesta Republicana,La Libertad Avanza - Australia: Partido Liberal de Australia - Austria: Partido Popular Austriaco - Bielorrusia: Partido Cívico Unido de Bielorrusia - Bélgica: Nueva Alianza Flamenca - Bolivia: Movimiento Demócrata Social - Brasil: Demócratas - Bulgaria: Unión de Fuerzas Democráticas - Chile: Renovación Nacional - Croacia: Unión Democrática Croata, Puente de Listas Independientes - Chipre: Agrupación Democrática - Colombia: Movimiento de Salvación Nacional - República Checa: Partido Democrático Cívico, TOP 09, Partido de Ciudadanos Libres, Realistas, Alcaldes e independientes, SNK Demócratas Europeos - Dinamarca: Partido Popular Conservador - República Dominicana: Fuerza Nacional Progresista - Estonia: Isamaa - Islas Feroe: Partido Popular - Finlandia: Coalición Nacional - Georgia: Movimiento Nacional Unido, Nuevos Derechos - Alemania: Unión Demócrata Cristiana de Alemania - Ghana: Nuevo Partido Patriótico - Grecia: Nueva Democracia - Groenlandia: Sentimiento de la Comunidad - Honduras: Partido Nacional de Honduras - Hungría: Movimiento Moderno de Hungría, Comunidad Democrática de Bienestar y Libertad - Indonesia: Partido Nacional del Despertar - Islandia: Partido de la Independencia - Irlanda: Fianna Fáil, Fine Gael - Israel: Likud - Italia: Forza Italia, Alternativa Popular - Jamaica: Partido Laborista de Jamaica - Japón: Partido Liberal Democrático - Kosovo: Liga Democrática de Kosovo | - Letonia: Unidad - Lituania: Unión de la Patria - Malta: Partido Nacionalista - Moldavia: Partido Liberal Democrático de Moldavia - Montenegro: Movimiento por los Cambios - Marruecos: Unión Constitucional - Países Bajos: Partido Popular por la Libertad y la Democracia - Nueva Zelanda: Partido Nacional de Nueva Zelanda - Nicaragua: Alianza por la República - Noruega: Partido Conservador - Filipinas: Laban ng Demokratikong Pilipino - Perú :Renovación Popular - Polonia: Plataforma Cívica, Alianza - Portugal: Partido Social Demócrata - Rumania: Partido Nacional Liberal - Rusia: Partido del Crecimiento, Plataforma Cívica - San Vicente y las Granadinas: Nuevo Partido Demócrata - Serbia: Regiones Unidas de Serbia, Partido Progresista Serbio - Eslovaquia: Unión Demócrata y Cristiana Eslovaca-Partido Democrático, Gente Común, Most–Híd, Partido Cívico Conservador - Eslovenia: Partido Demócrata Esloveno - Corea del Sur: Partido Bareunmirae - España: Partido Popular - Sri Lanka: Partido Nacional Unido - Suecia: Partido Moderado - Suiza: Partido Democrático Cívico - República de China: Kuomintang (Partido Nacionalista) - Ucrania: Bloque Petro Poroshenko, Unión de Todos los Ucranianos "Patria" - Reino Unido: Partido Conservador - Estados Unidos: Partido Republicano (Ver Conservadurismo en los Estados Unidos) - Unión Europea: Partido Popular Europeo - Uruguay: Partido Nacional - Ecuador: Movimiento CREO - Venezuela: Vente Venezuela |

### Partidos anteriores
| - Bolivia: Consenso Popular - Canadá: Partido Conservador Progresista - Chile: Partido Nacional - República Checa: Alianza Cívica Democrática, Unión de la Libertad – Unión Democrática - Francia: Centro Nacional de Independientes y Campesinos, Unión para la Nueva República, Republicanos Independientes, Clubes de Perspectivas y Realidades, Unión de Demócratas por la República, Partido Republicano, Agrupación por la República, Unión para la Democracia Francesa, Democracia Liberal, Republicano Independiente y Polo Liberal, Unión por un Movimiento Popular, Nuevo Centro | - Gibraltar: Partido Demócrata Progresista - Israel: Sionistas Generales, Partido Liberal - Italia: Forza Italia, El Pueblo de la Libertad, Partido Tiroles de la Patria, Dirección Italia - Letonia: Partido de la Nueva Era, Unión Cívica - Rumania: Convención Democrática de Rumania, Partido Demócrata, Partido Demócrata Liberal - Rusia: Elección Democrática de Rusia, Unión de Fuerzas de Derecha - Serbia: G17 Plus, Juntos por Šumadija - Corea del Sur: Partido Bareun |

## Organizaciones conservadoras liberales
- : Azul Brillante, Grupo de Reforma Tory
- : Kargozaran